# San Juan Tizahuapan
San Juan Tizahuapan är en ort i Mexiko.   Den ligger i kommunen Epazoyucan och delstaten Hidalgo, i den sydöstra delen av landet, 80 km nordost om huvudstaden Mexico City. San Juan Tizahuapan ligger 2 459 meter över havet och antalet invånare är 1 457.
Terrängen runt San Juan Tizahuapan är kuperad åt nordost, men åt sydväst är den platt. Runt San Juan Tizahuapan är det mycket tätbefolkat, med 1 135 invånare per kvadratkilometer. Närmaste större samhälle är Pachuca de Soto, 10,2 km nordväst om San Juan Tizahuapan. Omgivningarna runt San Juan Tizahuapan är i huvudsak ett öppet busklandskap.